# PortAventura Park
PortAventura Park è un parco divertimenti situato a sud di Barcellona, precisamente a Salou in provincia di Tarragona, Catalogna, Spagna, sulla Costa Daurada. Il principale bacino di utenza è rappresentato dall'area metropolitana di Barcellona, che rispetto al parco si trova 85 km a nord. PortAventura Park è il primo parco tematico costruito all'interno del PortAventura World.

## Storia

### Origini e inaugurazione
All'inizio degli anni '80, The Walt Disney Company era alla ricerca di terreni in Europa per costruirvi un parco a tema. Nel marzo 1985, dopo una prima selezione, solo due siti spagnoli e due francesi furono mantenuti come candidati validi. Situata a circa 85 km a sud-ovest di Barcellona, la posizione catalana venne scelta per il suo clima favorevole e la vicinanza al mar Mediterraneo. Nonostante ciò, per la costruzione del complesso Euro Disney Resort (oggi Disneyland Paris) fu scelto il sito di Marne-la-Vallée in Francia.

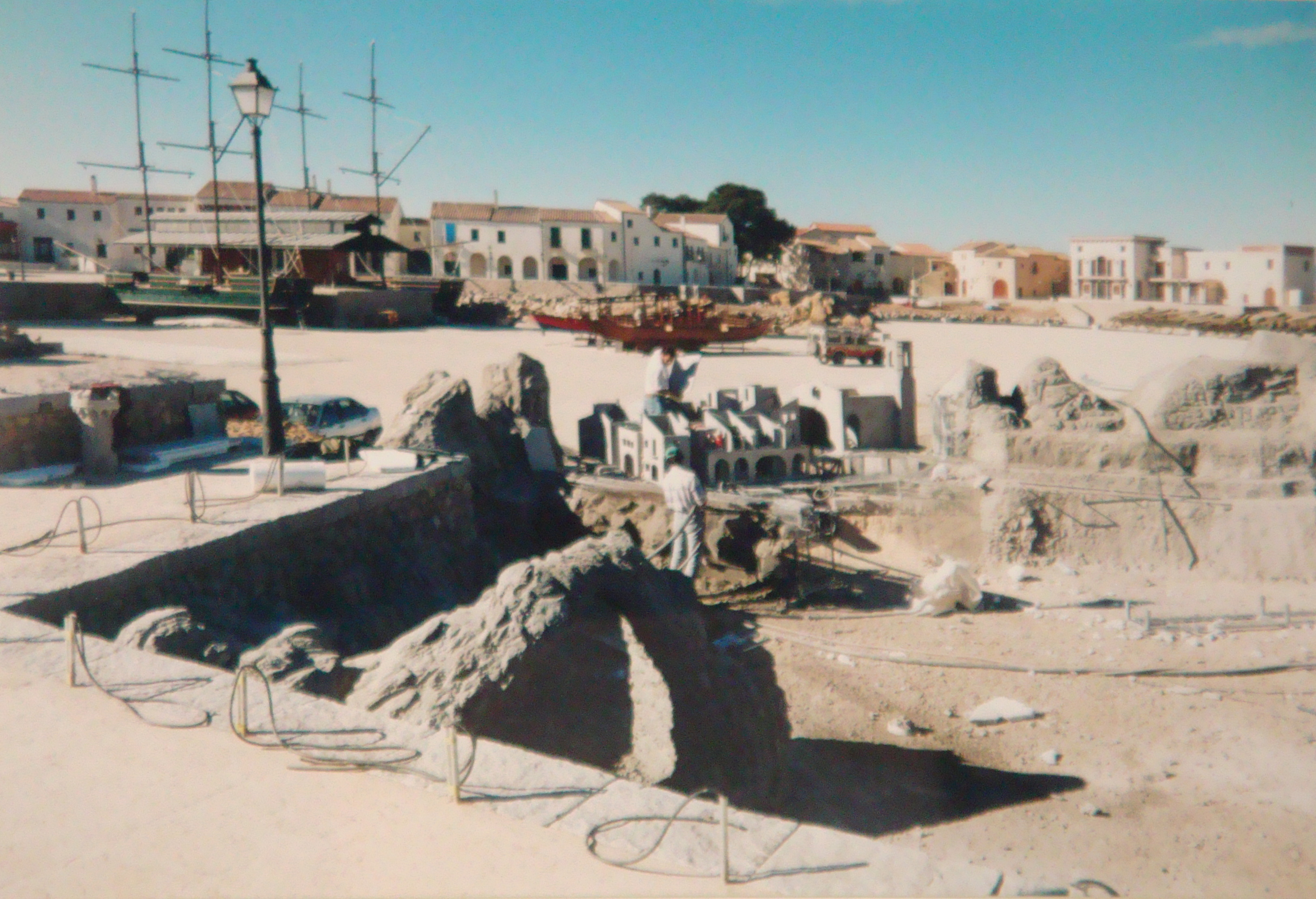
La costruzione del parco.

La Generalità della Catalogna entrò presto in contatto con Anheuser-Busch e la sua filiale Busch Entertainment per costruire un grande parco divertimenti in quella stessa area spagnola. Questo gruppo fornì parte del capitale economico, ma anche il know-how tecnico necessario per la costruzione e la gestione del parco grazie all'esperienza acquisita nei loro parchi Busch Gardens e SeaWorld: l'elevata accuratezza delle tematizzazioni, un rigoroso progetto urbanistico globale e, contemporaneamente, la spettacolarità tecnica di alcuni roller coaster si possono infatti considerare a livello dei parchi statunitensi. Dopo varie vicende finanziarie, le quote di partecipazione rimasero suddivise tra Tussauds Group con il 40,01%, La Caixa con il 33,19%, Anheuser-Busch con il 19,9% e FECSA con il 6,7%.
Per quanto riguarda il tema del parco, ricerche di mercato rivelarono che il pubblico europeo associa l'esotismo a determinate regioni del mondo: l'Ovest americano, la Cina, la Polinesia e il Messico, che poi diventeranno, insieme a un villaggio mediterraneo catalano, le aree del parco a tema.
Il 1992 segna l'inizio della costruzione del parco, terminata il 1º maggio 1995, per un investimento complessivo di 48 miliardi di pesetas (circa 288,5 milioni di euro). A fronte di 2,5 milioni di visitatori attesi nel primo anno, ne vennero registrati 2,7 milioni, numero riconfermato nei due anni successivi e che collocò Port Aventura al 5º posto tra i parchi europei più visitati, pari merito con Alton Towers.
Nel 1996 fu costruita la stazione di Port Aventura della società ferroviaria RENFE, sulla linea che collega Barcellona a Tortosa.
Nel 1997 vennero inaugurate le prime due importanti novità: i wooden coaster Stampida e Tomahawk.

### Il periodo Universal
Nel giugno 1998 il gruppo Tussauds, durante la fase d'acquisto di Thorpe Park in Inghilterra, decise di vendere la sua quota a Universal Studios per il 37% e ad Acesa, controllata da La Caixa, per il 3,5%.
Nel 1999, per segnare la sua parentela con il gruppo americano, il parco venne ribattezzato Universal's Port Aventura e Woody Woodpecker (Picchiarello in Italia) fece il suo ingresso come mascotte. L'ultima novità è lo show serale FiestAventura, la prima creazione dei gruppi Thinkwell e Universal Creative a Salou, premiato l'anno successivo ai Thea Awards come miglior spettacolo dal vivo.
Nel 2000 il parco inaugura il simulatore dinamico Sea Odyssey di Thinkwell Group e Universal Creative. Inoltre, la festa di Halloween viene celebrata dal 16 ottobre al 5 novembre per la prima volta.
Il 2001 vide l'apertura dello show Templo del Fuego con speciali effetti pirotecnici in una struttura indoor, anch'esso premiato l'anno successivo ai Thea Awards, e la prima apertura natalizia.
Nel 2002 aprirono i due hotel tematici PortAventura e El Paso e il parco acquatico Costa Caribe, che trasformarono Port Aventura in un complesso turistico denominato Universal Mediterranea.

### Dagli anni della crisi a Investindustrial
Nel 2005, in seguito alla dipartita di Universal, il parco viene rinominato PortAventura (lo spazio viene volutamente eliminato per registrare il nuovo nome), e festeggia i 10 anni di apertura con la torre di caduta alta 100 metri Hurakan Condor.
Nel 2007 aprì Furius Baco, che con la sua velocità massima di 135 km/h rimase il roller coaster più veloce in Europa fino al 2017.
Nel 2011, il primo anno intero sotto la guida della società italiana Investindustrial, venne inaugurata una sesta area tematica: SésamoAventura. Dedicata ai personaggi di Sesamo Apriti, include una dozzina di attrazioni destinate ai bambini fino ai 12 anni. Con un costo di 12 milioni di euro, questa estensione di 1,2 ettari è stata progettata dal designer Claudio Mazzoli, precedentemente attivo a Gardaland.
Il 2012 è segnato dall'apertura dell'hyper coaster più alto in Europa Shambhala, tematizzato secondo l'omonimo regno mitico tibetano.
Nel 2014 la novità principale è Angkor, il più lungo splash battle in Europa con una lunghezza di 300 m. Come le ultime due novità, l'attrazione è ideata da Claudio Mazzoli che ha tratto ispirazione dal tempio cambogiano di Angkor Wat.
Negli ultimi anni, gli investimenti nel PortAventura Park stanno diminuendo a favore di altri interventi nel resort, come la costruzione del secondo parco divertimenti chiamato Ferrari Land. L'accordo di licenza con la casa automobilistica Ferrari è stato siglato nel maggio 2015, mentre l'apertura ufficiale è avvenuta il 7 aprile 2017.
Nel 2019 il parco apre la sua prima dark ride Sesame Street: Street Mission, realizzata in collaborazione con Sally Corporation e situata in SésamoAventura.
Nel 2023 viene inaugurata Uncharted: El Enigma de Penitence, un roller coaster al buio ispirato all'omonimo film e saga videoludica di Sony. Con un investimento di 25 milioni di euro, l'attrazione presenta una zona d'attesa immersiva e una serie di animatroni prodotti dall'azienda statunitense Sally Corporation.

## Aree tematiche
Il parco è suddiviso in sei aree tematiche:

### Mediterrània

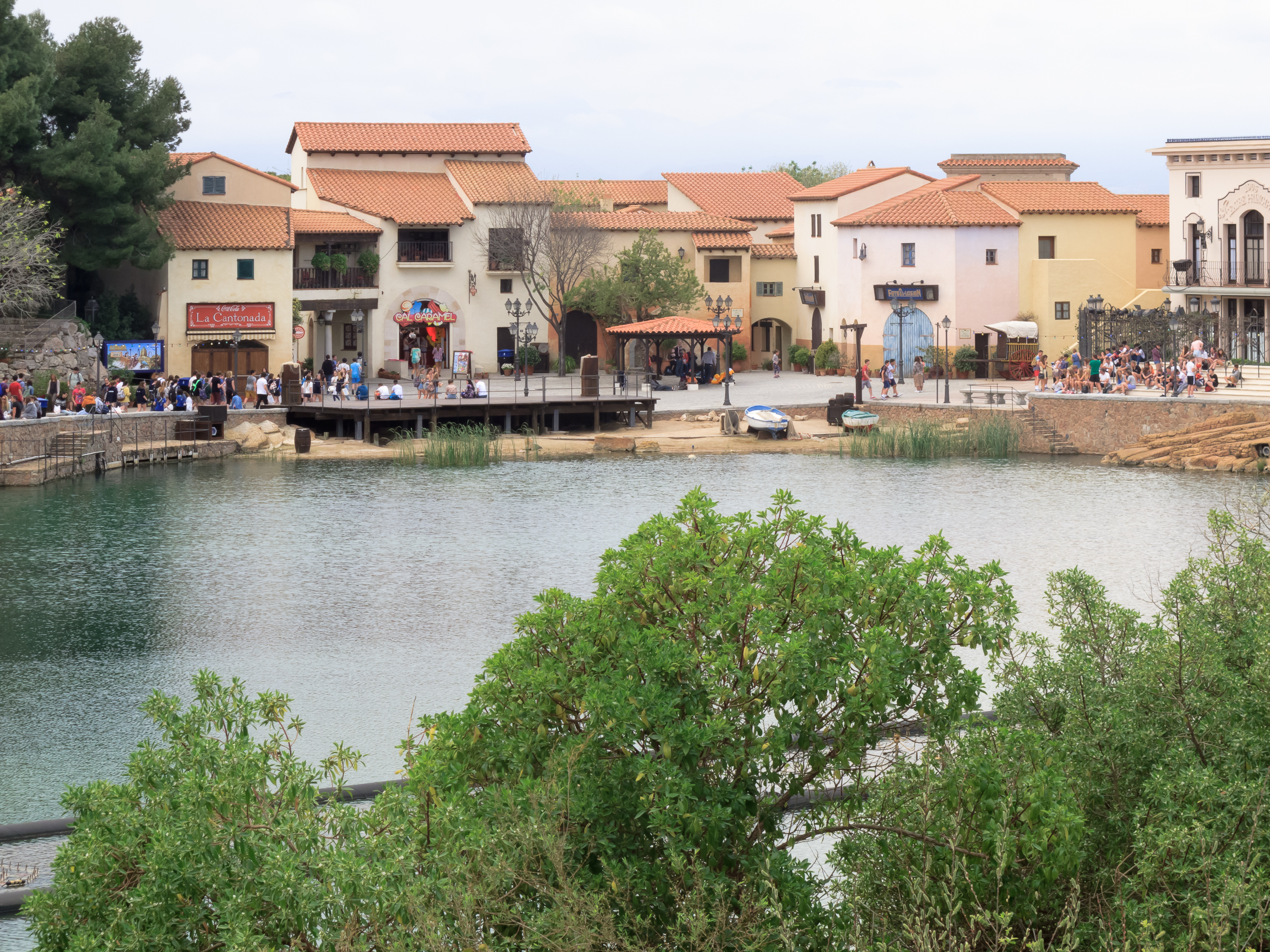
Mediterrània, l'area di ingresso al parco.

È l'area di ingresso al parco. La sua impostazione rappresenta quella di un tipico villaggio di pescatori sul Mediterraneo, completo di vari negozi e ristoranti. Da qui è possibile raggiungere qualsiasi parte del parco a piedi, in barca dal Port de la Drassana o in treno dalla stazione del Ferrocarril Tour. L'attrazione principale è il launch coaster Furius Baco, una delle montagne russe più veloci in Europa.

### Polynesia
La seconda area tematica è ambientata nelle isole tribali della Polinesia, dove la fitta vegetazione spicca come caratteristica principale. Qui si trova l'attrazione acquatica Tutuki Splash e un simulatore in 4D.

### China
Quest'area è ispirata alla Cina imperiale e all'Himalaya, con repliche di edifici reali, sculture e misticismo. È l'area con le due montagne russe principali del parco: Dragon Khan e Shambala, oltre ad un'altra attrazione acquatica a rappresentare l'antica città cambogiana di Angkor.

### México
La zona che riproduce il Messico precolombiano, con dettagli come templi, sculture e la Grande Piramide azteca, accanto alla quale si trova il Gran Teatro Maya. Altri elementi tipici includono La Cantina, il cui interno è decorato come una festa in piazza e un tempio azteco. Attrazione dominante è la torre di caduta Hurakan Condor, alta 100 metri, oltre al mine train El Diablo - Tren de la mina.

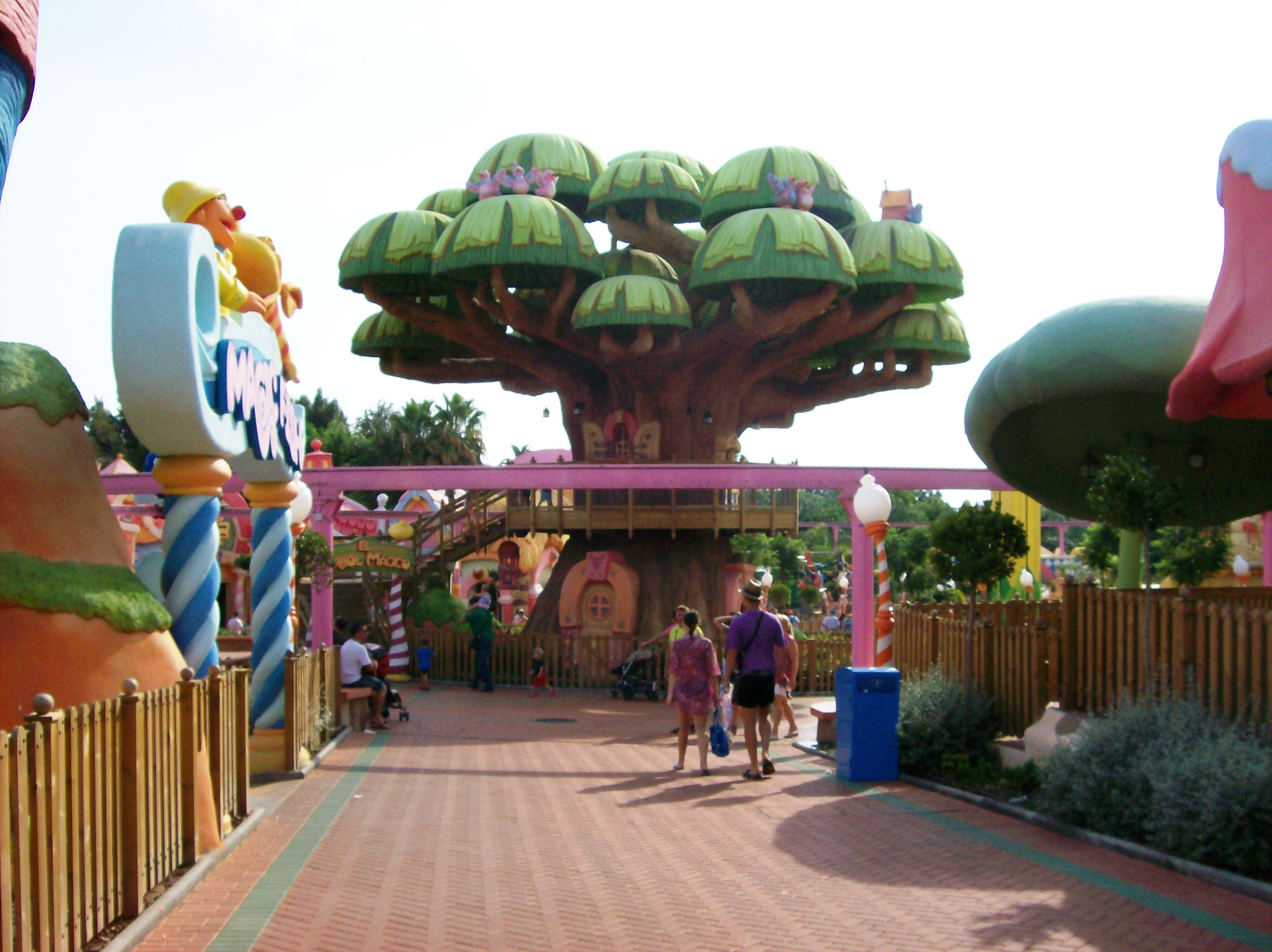
L'area per bambini SésamoAventura.

### Far West
Nel circumnavigare il parco, Far West sarebbe la prima o l'ultima area. Come suggerisce il nome, lo stile è quello del vecchio West rappresentato dal Grand Canyon e dalla cittadina texana di Penitence, e le attrazioni sono per la maggior parte dedicate alle famiglie con bambini, ad eccezione del dueling wooden coaster Stampida e dell'indoor coaster Uncharted.

### SésamoAventura
Situata tra Polynesia e China, è un'area per bambini ispirata ai personaggi e le ambientazioni della serie Sesame Street (conosciuta in Italia come Sesamo Apriti). Qui è presente l'unica dark ride del parco, Sesame Street: Street Mission.

## Attrazioni

### Montagne russe
| Nome                              | Altezza max. (in m) | Velocità max. (in km/h) | Lunghezza (in m) | Modello                 | Casa costruttrice             | Anno | Area           |
| --------------------------------- | ------------------- | ----------------------- | ---------------- | ----------------------- | ----------------------------- | ---- | -------------- |
| Dragon Khan                       | 45                  | 110                     | 1 270            | Sit-down Coaster        | B&M                           | 1995 | China          |
| El Diablo - Tren de la Mina       | 16.5                | 60                      | 970              | Mine train              | Arrow Dynamics                | 1995 | México         |
| Stampida                          | 26                  | 75                      | 954              | Dueling wooden coaster  | Custom Coasters International | 1997 | Far West       |
| Tomahawk                          | 13.5                | 48                      | 440              | Family wooden coaster   | Custom Coasters International | 1997 | Far West       |
| Tami Tami                         | 8.5                 | 35                      | 207              | Junior roller coaster   | Vekoma                        | 1998 | SésamoAventura |
| Furius Baco                       | 16                  | 135                     | 850              | Launch coaster          | Intamin                       | 2007 | Mediterrània   |
| Shambhala                         | 76                  | 134                     | 1 650            | Hyper coaster           | B&M                           | 2012 | China          |
| Uncharted: El Enigma de Penitence | 12                  | 60                      | 673              | Multi dimension coaster | Intamin                       | 2023 | Far West       |

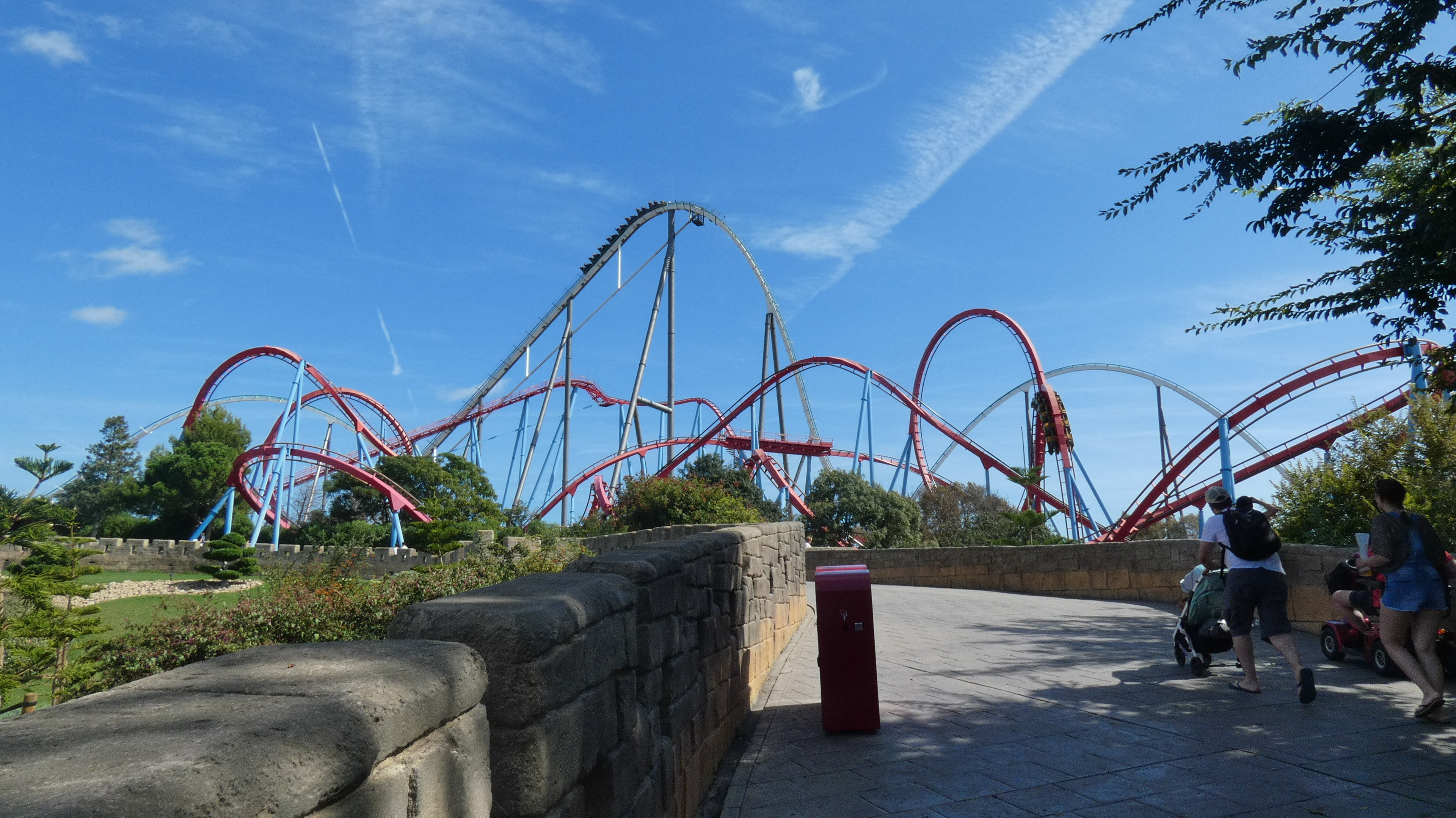
Dragon Khan e Shambhala
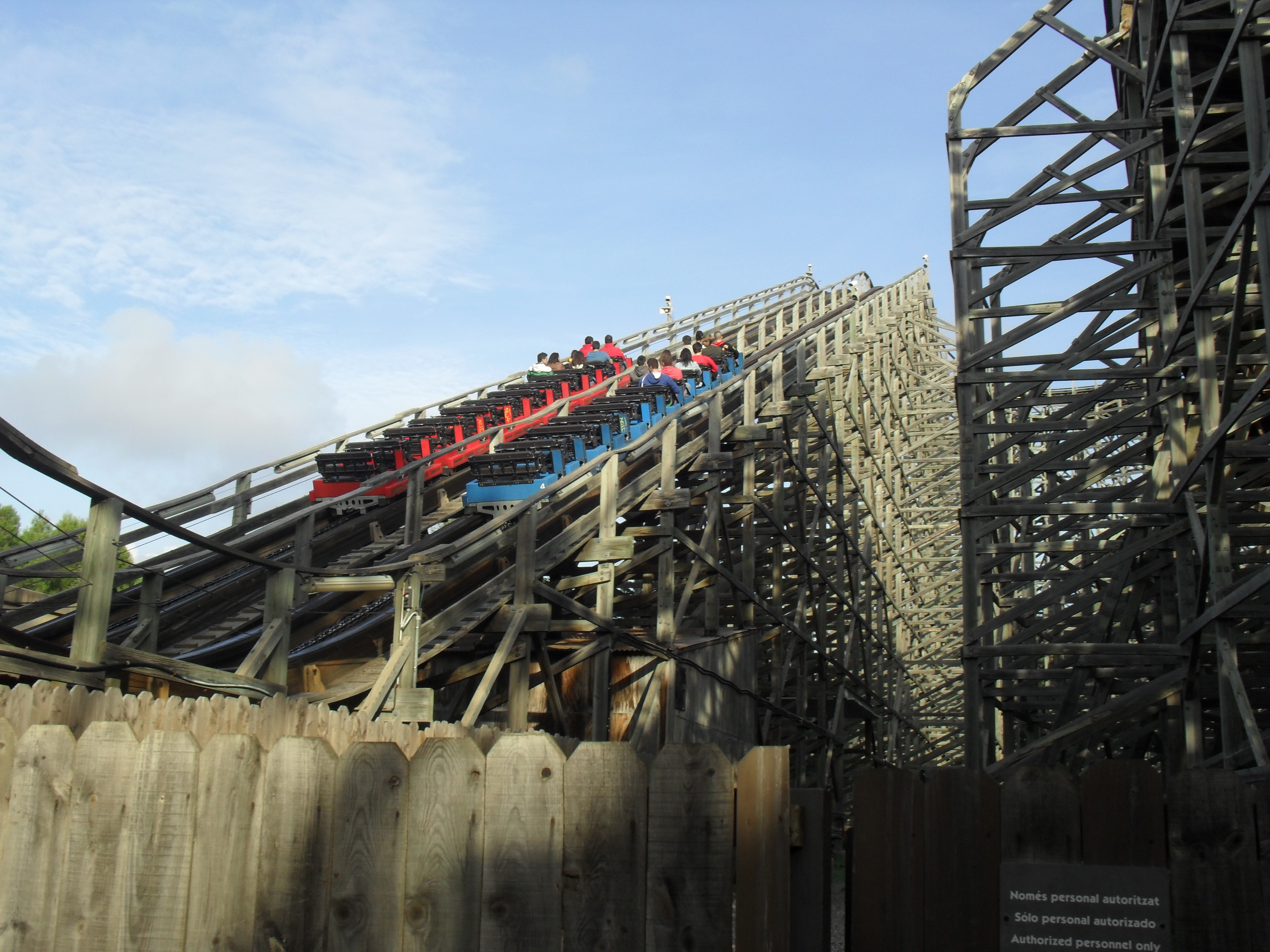
Stampida
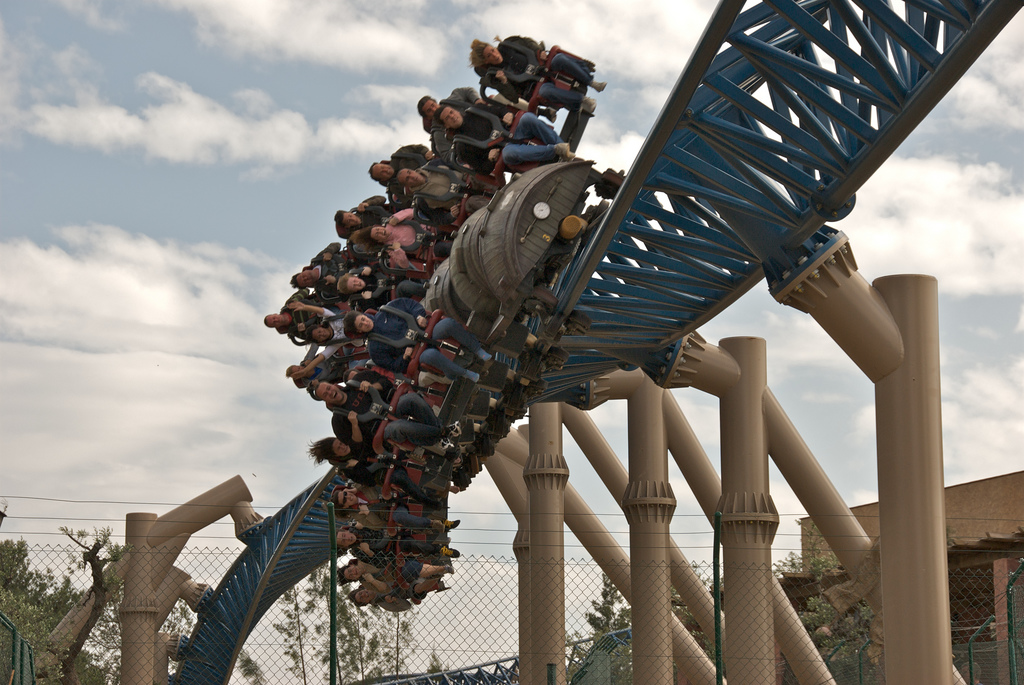
Furius Baco

### Altre attrazioni
| Nome                              | Modello             | Casa costruttrice   | Anno | Area                                     |
| --------------------------------- | ------------------- | ------------------- | ---- | ---------------------------------------- |
| Ferrocarril Tour                  | Ferrovia            | Severn Lamb         | 1995 | Mediterrània / SésamoAventura / Far West |
| Port de la Drassana / Waitan Port | Crociera fluviale   | -                   | 1995 | Mediterrània / China                     |
| Grand Canyon Rapids               | Rapid river         | Intamin             | 1995 | Far West                                 |
| Silver River Flume                | Log flume           | Mack Rides          | 1995 | Far West                                 |
| Tutuki Splash                     | Spillwater          | Intamin             | 1995 | Polynesia                                |
| Hurakan Condor                    | Free fall tower     | Intamin             | 2005 | México                                   |
| El Secreto de los Mayas           | Walkthrough         | Adrian Fisher Mazes | 2013 | México                                   |
| Angkor                            | Splash battle       | Mack Rides          | 2014 | China                                    |
| Sesame Street: Street Mission     | Trackless dark ride | ETF Systems         | 2019 | SésamoAventura                           |

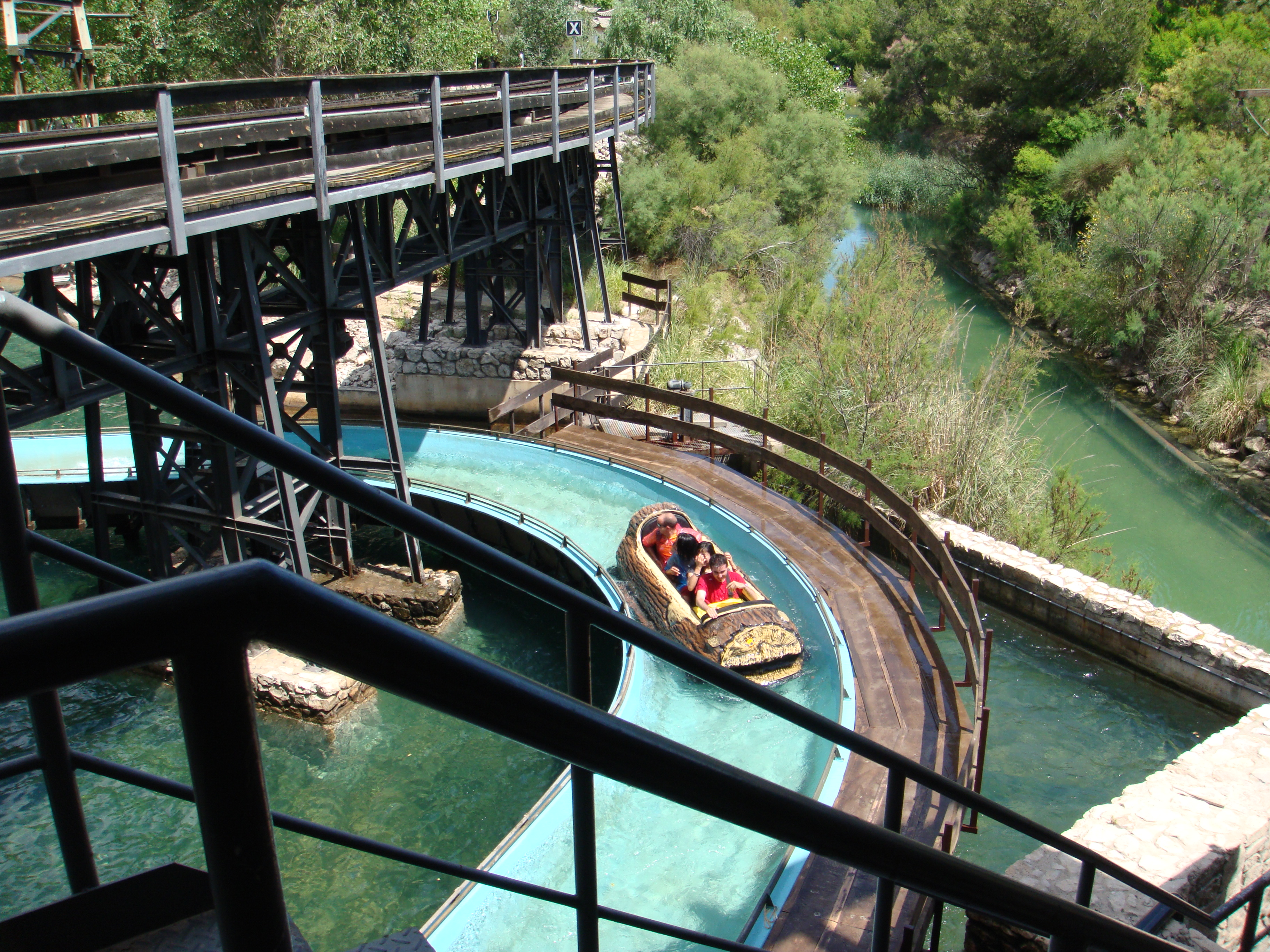
Silver River Flume
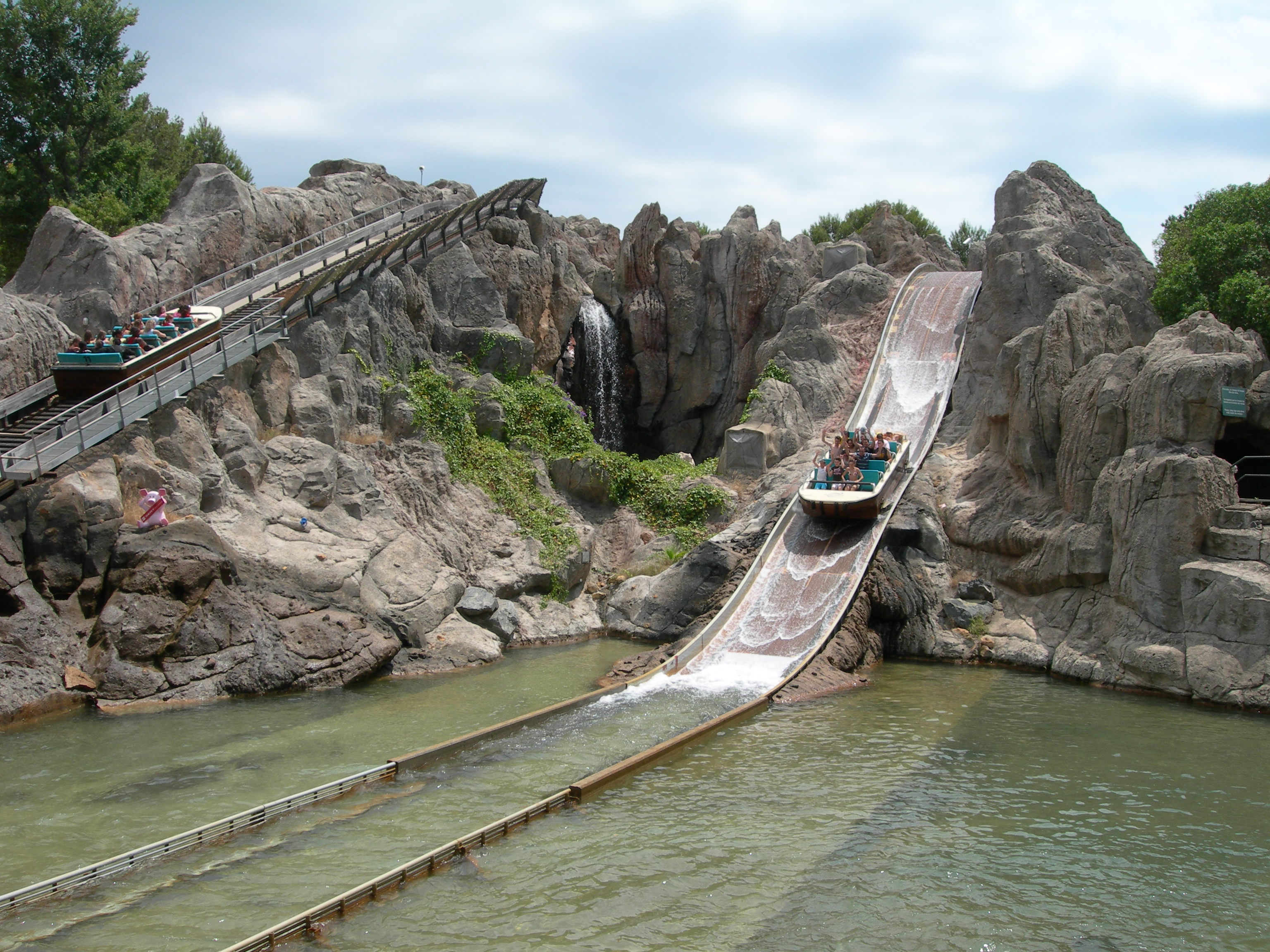
Tutuki Splash
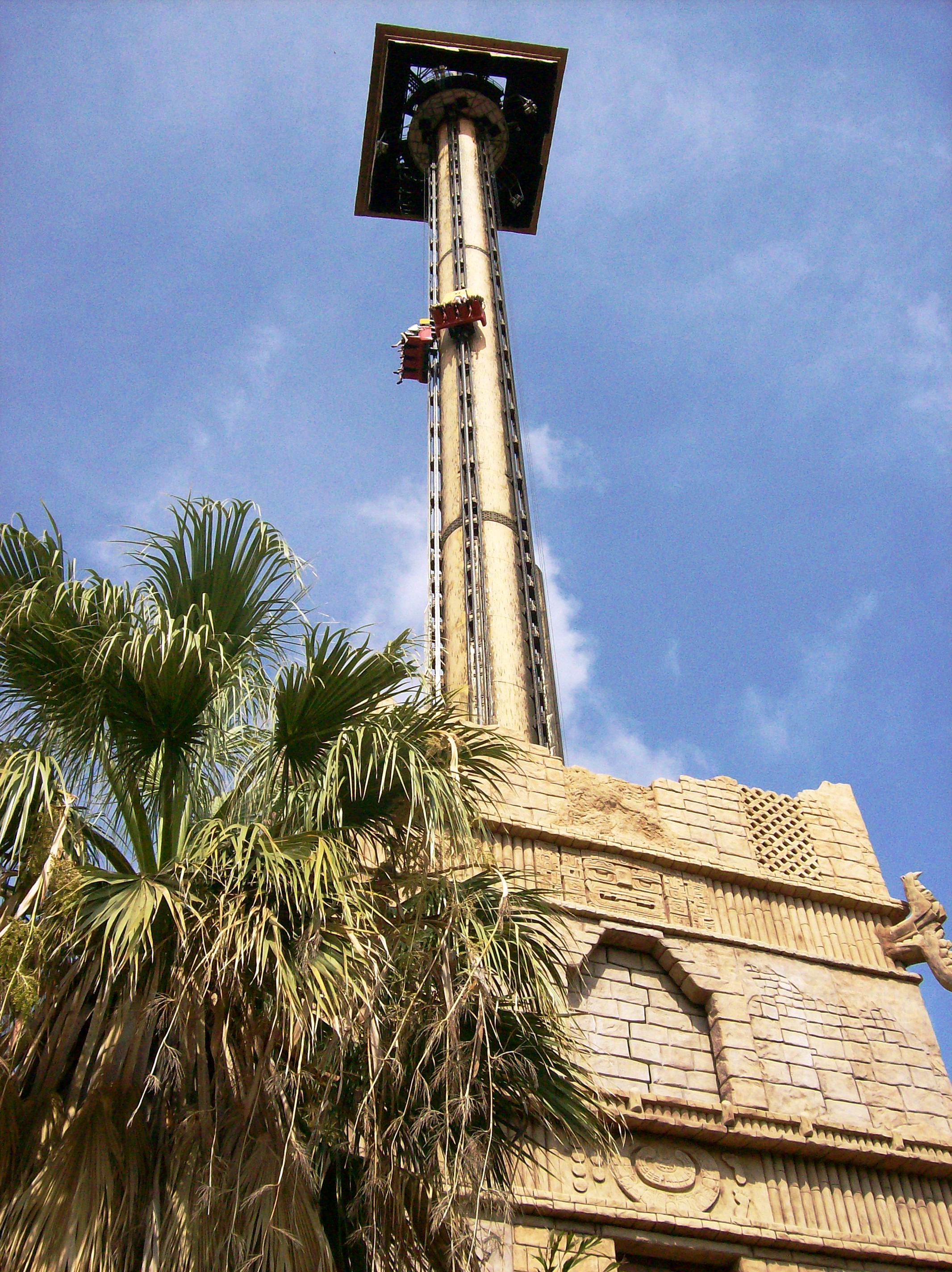
Hurakan Condor
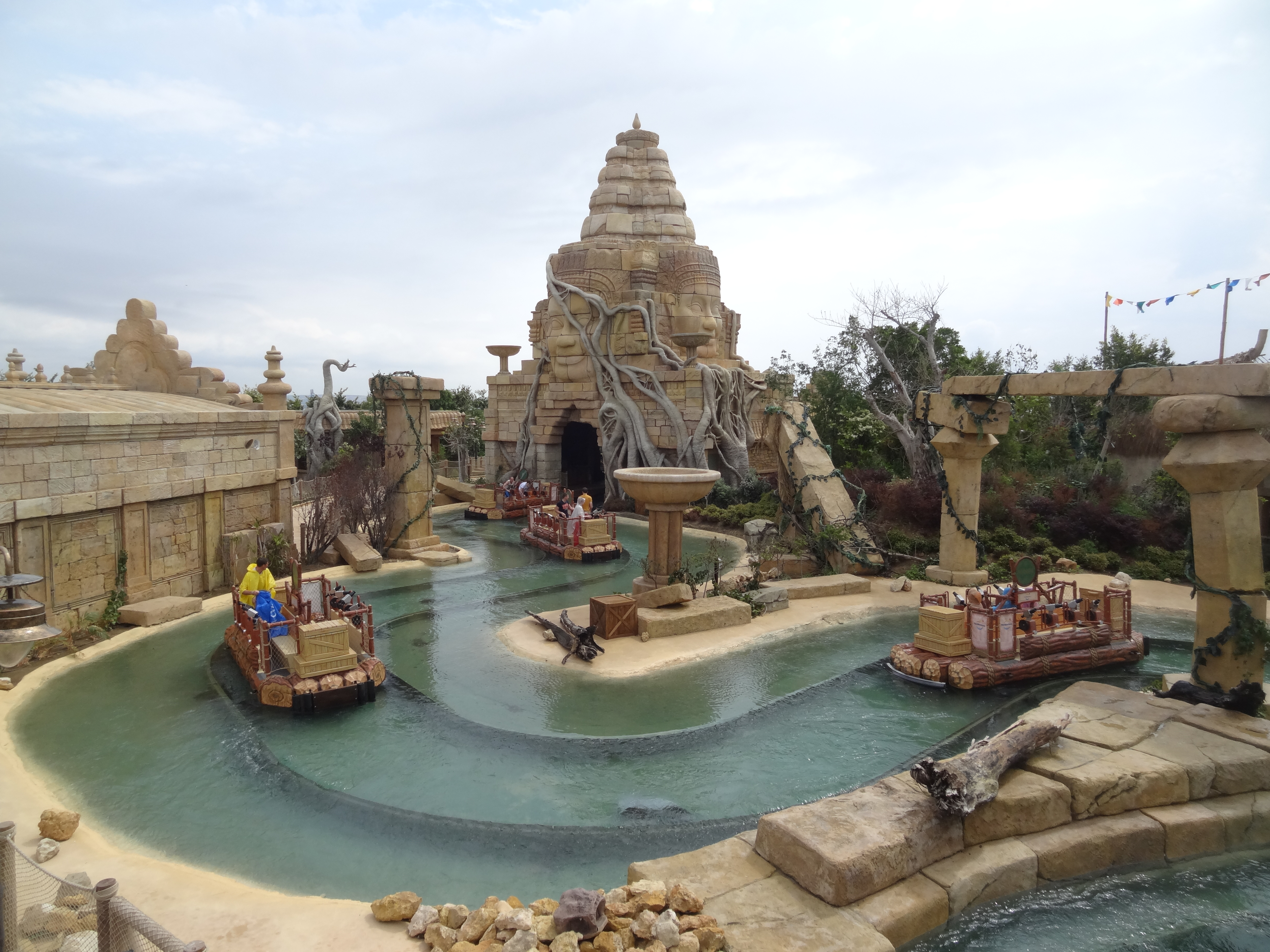
Angkor

### Flat rides e attrazioni per bambini
| Nome                            | Modello                | Casa costruttrice      | Anno | Area           |
| ------------------------------- | ---------------------- | ---------------------- | ---- | -------------- |
| Area Infantil (Globos, Cometas) | Mongolfiere, aeroplani | Zamperla               | 1995 | China          |
| Armadillos                      | Carosello              | Intamin                | 1995 | México         |
| Buffalo Rodeo                   | Bumper cars            | Fabbri                 | 1995 | Far West       |
| Canoes                          | Canoe                  | Klarer Freizeitanlagen | 1995 | Polynesia      |
| Carrousel                       | Giostra cavalli        | Bertazzon              | 1995 | Far West       |
| Cobra Imperial                  | Spin ride              | Zamperla               | 1995 | China          |
| Crazy Barrels                   | Breakdance             | Huss                   | 1995 | Far West       |
| Kontiki                         | Pirate ship            | Huss                   | 1995 | Polynesia      |
| Kiddie Dragons                  | Carosello              | Zamperla               | 1995 | SésamoAventura |
| Serpiente Emplumada             | Polyp                  | Gerstlauer             | 1995 | México         |
| Tea Cups                        | Tazze rotanti          | Zamperla               | 1995 | China          |
| VolPaiute                       | Flipper                | Huss                   | 1995 | Far West       |
| Waikiki                         | Sedie volanti          | Zamperla               | 1995 | SésamoAventura |
| Wild Buffalos                   | Bumper cars            | Fabbri                 | 1995 | Far West       |
| Yucatán                         | Music express          | Mack Rides             | 1995 | México         |
| Los Potrillos                   | Cavallini              | Metallbau Emmeln       | 1996 | México         |
| Laberinto Blacksmith            | Playground             | -                      | 2001 | Far West       |
| Coco Piloto                     | Monorotaia             | SBF Visa               | 2011 | SésamoAventura |
| El Árbol Mágico                 | Walkthrough            | -                      | 2011 | SésamoAventura |
| El Huerto Encantado             | Playground             | -                      | 2011 | SésamoAventura |
| El Salto de Blas                | Torre                  | Heege                  | 2011 | SésamoAventura |
| La Granja de Elmo               | Trattori               | SBF Visa               | 2011 | SésamoAventura |
| Mariposas Saltarinas            | Magic bikes            | Zamperla               | 2011 | SésamoAventura |
| Magic Fish                      | Jet Ski                | Zierer                 | 2011 | SésamoAventura |

All'epoca della loro costruzione, alcune attrazioni detenevano record europei e mondiali:
- Dragon Khan rimase il rollercoaster con il maggior numero di inversioni (8) al mondo fino al 2002;
- Furius Baco era il rollercoaster più veloce in Europa, primato perso definitivamente nel 2017 in favore di un'altra montagna russa di PortAventura World, Red Force;
- Shambhala, battuto anch'esso da Red Force, è stato il rollercoaster più alto d'Europa.

## Spettacoli
PortAventura ospita anche numerosi spettacoli giornalieri, sotto la guida del direttore artistico Gianfranco Bollini che, come Mazzoli, ha lavorato nello stesso settore a Gardaland fino al 2006.
- PortAventura Parade: si tratta dello spettacolo finale insieme allo spettacolo sul lago, uno dei momenti più attesi dai bambini che possono vedere da vicino le mascotte e gli artisti del parco.
- FiestAventura: nel lago di Mediterrània, si svolge lo spettacolo finale della giornata in cui tutte le aree del parco sono rappresentate.
- Anfiteatro Polynesia Show: vanno in scena spettacoli di danze polinesiane diversi ad ogni stagione, tra cui spicca Aloha Tahití.
- Anfiteatro Makamanu Bird Show: spettacolo didattico Aves del Paraíso durante il quale diversi uccelli tropicali vengono mostrati e lasciati liberi tra il pubblico.
- Bora Bora: ristorante self-service nei pressi di Tutuki Splash nel quale, durante la stagione estiva, va in scena Pareos en Bora-Bora, spettacolo di danza sui costumi tradizionali polinesiani.
- Teatro SésamoAventura: piccolo anfiteatro all'aperto nell'area SésamoAventura dove personaggi del mondo di Sesamo Apriti cantano e ballano canzoni diverse a seconda della stagione.
- Abby Star Studio: nella stessa area, il punto d'incontro con il personaggio Abby Cadabby permette alle bambine di fotografarsi vestite da fate.
- Templo Mágico Jing-Chou: ospita lo show Bubblebou, in cui le bolle di sapone si mescolano all'illusionismo e alla musica.
- Gran Teatro Imperial / Gran Teatro Maya: il più grande teatro del parco è accessibile da China e México ed ospita vari musical con temi slegati dal resto del parco, come il più recente We Dance on Movies.
- La Cantina: grande ristorante self-service in cui l'atmosfera di una piazza coloniale messicana è arricchita da uno spettacolo sempre diverso, tra cui Las Aventuras de Tadeo Jones.
- Templo del Fuego: all'interno di un tempio Maya, un attore conduce gli spettatori attraverso due sale, ricche di effetti pirotecnici e multimediali.
- Bang Bang West: stunt show dai toni comici e con effetti speciali quali fuoco e acqua. Nella stagione invernale si trasforma in uno spettacolo di pattinaggio sul ghiaccio.
- Long Branch Saloon: bar in Far West in cui va in scena uno spettacolo di Can-Can, completo di ballerine, numeri di magia e canzoni.
- La Casa de Woody: walkthrough all'interno della casa della mascotte del parco, al cui termine è possibile incontrarlo e fotografarlo.